# Frederick Montagu
Frederick Montagu (8 novembre 1774 – 4 octobre 1827) est un homme politique britannique. Il est maître Général des postes entre 1826 et 1827.

## Biographie
Il est un des plus jeunes fils de George Montagu (4e duc de Manchester), et Elizabeth, fille de James Dashwood, 2e baronnet. William Montagu (5e duc de Manchester), est son frère aîné. Il fait ses études à Harrow School.
Montagu siège comme député pour le Huntingdonshire entre 1796 et 1806 et entre 1818 et 1820. Il sert dans le gouvernement de Robert Jenkinson comme maître Général des postes entre 1826 et 1827.
Montagu meurt, célibataire, en octobre 1827, âgé de 52 ans.